# 自転車少年記
『自転車少年記』（じてんしゃしょうねんき）は、竹内真の小説作品、およびそれを原作とするテレビドラマ。小説は当初、新潮社『新潮ケータイ文庫』で発表され、24万アクセスを記録した話題作である。

## 小説（単行本）
『新潮ケータイ文庫』で発表された作品をもとに出版された長編小説。作中の「八海ラリー」は東京‐糸魚川ファストランという実在のイベントに取材したものである。
- 『自転車少年記』（新潮社 2004年5月）ISBN 410468001X

## 小説（文庫）
単行本の『自転車少年記』の構想を元に新たに書き下ろされた作品。単行本とは内容が異なる。
- 『自転車少年記―あの風の中へ』（新潮社 2006年11月）ISBN 4101298513

## テレビドラマ
テレビ愛知製作でテレビドラマ化され、テレビ東京系列6局で2006年11月23日（木曜日）12:30 - 14:00（JST）に放送された。主演は関ジャニ∞の安田章大と丸山隆平のW主演。安田と丸山共にドラマ初主演となる。2007年6月22日に東宝から本作を収録したDVDが発売された。

### キャスト
昇平
演 - 安田章大（関ジャニ∞）
草太
演 - 丸山隆平（関ジャニ∞）
カナデ
演 - 渋谷飛鳥
朝美
演 - 福田沙紀
高瀬
演 - 石井智也
ピタサンド屋
演 - 宅麻伸
壮年の走り屋
演 - マイク眞木
自転車部顧問
演 - 横峯良郎

### スタッフ
- プロデューサー - 元藤健一、陶山達也
- 脚本 - 橋本以蔵
- 監督 - 示野浩司
- 制作プロダクション - ウッドオフィス
- 製作著作 - テレビ愛知